# Camarões nos Jogos Olímpicos de Verão de 1980
Camarões competiu nos Jogos Olímpicos de Verão de 1980, em Moscou, União Soviética. O país retornou as Olimpíadas após boicotar os Jogos Olímpicos de Verão de 1976.

## Resultados por Evento

### Atletismo
100m masculino
- Grégoire Illorson
  - Eliminatória — 10.34
  - Quartas-de-final — 10.29
  - Semifinal — 10.60 (→ não avançou)

200m masculino
- Grégoire Illorson
  - Eliminatória — 22.21 (→ não avançou)

- Emmanuel Bitanga
  - Eliminatória — did not start (→ não avançou)

100m feminino
- Ruth Enang Mesode
  - Eliminatória — 12.40 (→ não avançou)

Lançamento de dardo feminino
- Agnes Tchuinte
  - Classificatória — 55.36 m (→ não avançou)

Pentatlo feminino
- Cécile Ngambi — 3832 pontos (→ 17º lugar)
  1. 100 metros — 14.09s
  2. Arremesso de peso — 10.28m
  3. Salto em altura — 1.80m
  4. Salto em distância — 5.38m
  5. 800 metros — 2:39.70

### Boxe
Peso Galo (– 54 kg)
- Joseph Ahanda
  - Primeira rodada — Bye
  - Segunda rodada — Derrotou Tseden Narmandakh (Mongólia) após o árbitro interromper a luta no terceiro round
  - Terceira rodada — Perdeu para Samson Khachatrian (União Soviética) por pontos (0-5)

Peso Pena (– 57 kg)
- Jean Pierre Mberebe Baban
  - Primeira rodada — Bye
  - Segunda rodada — Perdeu para Luis Pizarro (Porto Rico) após o árbitro interromper a luta no terceiro round

Peso Meio-médio ligeiro(– 63,5 kg)
- Paul Kamela Fogang
  - Primeira rodada — Perdeu para Imre Bacskai (Hungria) por pontos (1-4)